# Еліза Беґін
Аліза Бегін (іврит : עליזה בגין; до шлюбу Арнольд; ‎ 25 березня 1920 — 13 листопада 1982) — ізраїльська благодійниця, дружина прем'єр-міністра Ізраїлю Менахема Бегіна українського походження.

## Раннє життя
Аліза народилася 25 березня 1920 року в заможній родині Арнольдів у Дрогобичі, ЗУНР (нині Україна). Її батько був партнером нафтових свердловин у Галичині. У 7 років вона вивчала іврит, з 14 років була активною в Бейтарі, а в 1938 році закінчила середню школу.

## Шлюб
29 травня 1939 року одружилася з Менахемом Бегіним, з яким познайомилася у 17 років у будинку свого батька, який був донором ревізіоністської партії. Вони одружилися в місті Дрогобичі, коли Бегін вивчав право в сусідньому місті. Шафером на їхньому весіллі, на якому були присутні сотні активістів Бейтар, був Зеєв Жаботинський.

## Перед заснуванням держави Ізраїль
Через три місяці після шлюбу на Польщу напали німці, і пара втекла з Варшави. Після маршу, який тривав два тижні, вони прибули до Вільнюса, нової столиці Литви. Влітку 1940 року радянська армія увійшла до Вільнюса і Бегіна заарештували за «сіоністську діяльність». Після арешту чоловіка Аліза Бегін організувала алію до підмандатної Палестини. Її заарештували в Туреччині та звільнили за втручання Еліаху Ейлата. Після прибуття до підмандатної Палестини вона була заарештована владою Британського мандату та ув'язнена на кілька тижнів у таборі Атліт. Після звільнення вступила на дослідження археології в Єврейський університет Єрусалиму.
У травні 1942 року возз'єдналася з чоловіком, коли він приєднався до польської армії та був дислокований у підмандатній Палестині. Через підпільну діяльність в Іргуні свого чоловіка Аліза переміщувалася між схованками та час від часу змінювала ім'я. Спочатку вона жила в районі Хасідуф поблизу Петах-Тікви під прізвищем Гальперін, потім — на вулиці Єхошуа Бен Нун під ім'ям Сасовер. Це ім'я записали в лікарні, коли вона народила першу доньку Хасю.

## Дружина прем'єр-міністра Ізраїлю
Коли в 1977 році її чоловік отримав прем'єрство, він запросив Елізу на сцену і, цитуючи вірш із книги Єремії, публічно заявив перед нею: «Я пам'ятаю тобі любов твоїх молодих років, любов твого весілля, ти йдеш за Мною в пустелі, в незасіяній землі», посилаючись на важкий період, який він пережив, воюючи в польській армії та в підпіллі проти Британського мандату.
Через кілька тижнів після обрання її чоловіка прем'єр-міністром Ізраїлю подружжя переїхало до Бейт-Агіона. Для Алізи, яка протягом багатьох років хворіла хронічною обструктивною хворобою легень, переїзд до Єрусалиму був нелегким. Деякі з людей, які тісно співпрацювали з Менахемом Бегіном, зокрема секретар кабінету міністрів Ар'є Наор і радник із комунікацій Ден Патір, сказали, що вони ніколи не чули, щоб Аліза висловлювала в їхній присутності свої погляди в політичних чи дипломатичних питаннях або висловлювала незгоду з політикою чоловіка.
Аліза займалася значною волонтерською діяльністю для знедолених верств. Вона була відома скромністю і використовувала свій вплив і зв'язки як дружини прем'єр-міністра у своїй діяльності. Наприклад, вона сприяла створенню гуртожитків і шкіл для людей з обмеженими можливостями та особливими потребами та збирала пожертви для різноманітних організацій, які працюють у цій сфері. Гроші, виграні від Нобелівської премії миру, якими її чоловік розділив із президентом Єгипту Анваром Садатом, були передані до фонду, створеного для підтримки дітей та малозабезпечених студентів.

## Смерть

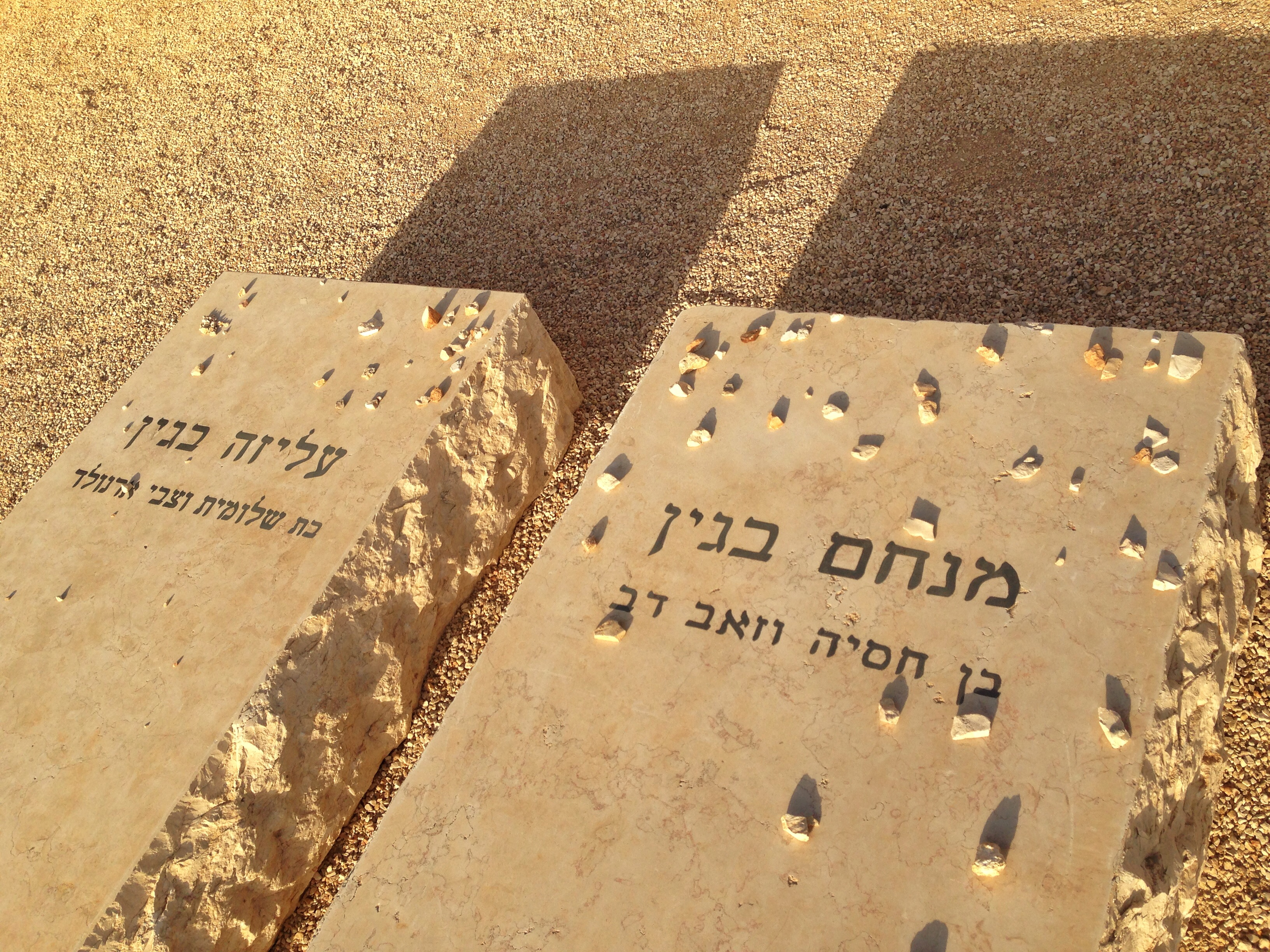
Могили Бегінів на Оливній горі

Все життя мала емфізему легень. У 1982 році її стан погіршився. Її неодноразово госпіталізували, інколи навіть потребували апарату штучної вентиляції легень. Мільярдер Арманд Хаммер, шанувальник її чоловіка, послав обстежити її двох всесвітньо відомих експертів. Рекомендоване лікування на деякий час допомогло.
Аліза Бегін померла 13 листопада 1982 року під час візиту свого чоловіка до США. Похована на Оливковій горі біля могили Олей Хагардом. Дехто приписував її смерті кризу в житті Бегін. У 1992 році поруч з нею був похований чоловік.

## Особисте життя
У шлюбі народила доньок Хасію та Лію і сина Бенні (член Кнесету та міністр).
Аліза Бегін ревно зберігала свою конфіденційність і утримувалася від інтерв'ю ЗМІ. Почала користуватися громадським транспортом і утримувалася від використання державного автомобіля.
Під час свого першого офіційного візиту до США з чоловіком після його обрання прем'єр-міністром, вона відмовилася дозволити ізраїльському посольству профінансувати покупку сорочок для її чоловіка, заявивши: «Ні в якому разі. Платник податків не буде фінансувати сорочки мого чоловіка».